# Кульбаков, Шарафутдин Абдулгалимович
Шарафутдин Абдулгалимович Кульбаков (Шаафутдин Кульбаков; баш. Ҡолбәков Шәрәфетдин Әбделғәлим улы 1849—?) — член Государственной Думы II созыва от Уфимской губернии.
Башкир, инородческий учитель, председатель волостного суда, принадлежал к магометанскому союзу, конституционный демократ.

## Биография
Родился в 1849 году.
Из Златоустовского уезда Уфимской губернии. Сын чиновника.
Образование среднее. Окончил Оренбургский кадетский корпус (по другим данным киргизскую учительскую школу в Оренбурге).
Землевладелец Уфимской губернии (30 десятин в вотчинном владении). Имел дом и водяную мельницу.
Был председателем волостного суда и гласным Златоустовского уездного земства. Член партии «Ит-тифак эль-муслимин». В 1907 году был избран депутатом Думы. Входил в Конституционно-демократическую фракцию и Мусульманскую фракцию. Членом думских комиссий не был, с думской трибуны не выступал.
Дальнейшая судьба неизвестна.